# Luna
Luna — кодова назва візуальної схеми оформлення, використовуваної у Windows XP за замовчуванням.
Офіційно названа, як Windows XP Style, ця тема доступна в 3-х колірних схемах:
- синій (Blue);
- сріблястій (Silver);
- оливковій (Olive).

За замовчуванням використовується синя колірна схема разом з шпалерами Bliss.
У порівнянні з попередніми версіями Windows, в новій схемі оформлення приділено більшу увагу візуальній привабливості операційної системи, часто використовувані точкові малюнки (bitmaps) в інтерфейсі спільно з закругленою формою вікон, а також CSS для точного компонування елементів.
У виданні Media Center Edition 2005 Luna була доповнена темою Energy Blue (Royale) і варіантом Royale доповненим оформленням від Zune.
В операційній системі Windows Vista на зміну Luna прийшов інтерфейс Windows Aero.